# Рабочая партия социальной справедливости
Рабочая партия социальной справедливости (чеш. Dělnická strana sociální spravedlnosti, DSSS) — ультраправая националистическая партия в Чехии. После того как Высший административный суд 17 февраля 2010 года запретил Рабочую партию, решив, что её деятельность противоречит чешскому законодательству, Рабочая партия социальной справедливости фактически стала идейным наследником запрещённой организации. Партия имеет два места в совете города Крупка.
Президентом партии является Томаш Вандас, в прошлом лидер запрещённой Рабочей партии. Ранее этот пост занимала его мать, Хана Павличкова (чеш. Hana Pavlíčková).

## История
Была зарегистрирована 21 января 2004 года под названием Партия граждан Чешской республики (чеш. Strana občanů Republiky české, SORC). 14 сентября 2005 года переименована в Демократическую партию социальной справедливости (чеш. Demokratická strana sociální spravedlnosti, DSSS). Своё нынешнее название приняла 10 ноября 2008 года.
Считается, что партия в 2008 году сменила название, готовясь стать преемником Рабочей партии, так как именно в ноябре того года впервые обсуждался вопрос о её роспуске. Впрочем тогда это предложение Министерства внутренних дел было отклонено Высшим административным судом. В результате преемником Рабочей партии DSSS стала после того в феврале 2010 года повторное предложение МВД о запрете Рабочей партии было удовлетворено судом. Именно после судебного роспуска Рабочей партии объединение её молодых сторонников, Рабочая молодёжь (чеш. Dělnická mládež), переключилась на работу с Рабочей партией социальной справедливости.
Не желая повторить путь Рабочей партии и избежать запрета DSSS пытается дистанцироваться от тоталитарных идеологий, в том числе от нацизма.

## Участие в выборах
Во время парламентских выборов 2006 года партия не стала выдвигать своих кандидатов, зато 27 её членов были включены в список национал-консервативной партии «Право и справедливость» (чеш. Právo a Spravedlnost), за которую проголосовали 12 756 избирателей (0,23 %). В том же году партия приняла участие в муниципальных выборах, собрав 11 159 (0,01 %) и сумев провести 1 представителя.
На выборах в краевые советы 2008 года вновь не стала выдвигать своих кандидатов, создав коалицию с Рабочей партией под названием «Рабочая партия — за отмену платного здравоохранения» (чеш. Dělnická strana - za zrušení poplatků ve zdravotnictví). В общей сложности по всей Чехии (за исключением Пльзенского края) за коалицию отдали свои голоса 0,90 % избирателей. Наибольшую поддержку блок получил в Пардубицком (1,28 %) и Карловарском краях (1,23 %), наименьшую в Южноморавском (0,56 %) и Злинском краях (0,68 %). В Пльзенском крае коалиция называлась «Рабочая партия — нет американскому радару!» (чеш. Dělnická strana - NE americkému radaru!), получив 1,47 % голосов. Всего в объединённый список были включены 24 члена Рабочей партии социальной справедливости, то есть они заняли примерно одну десятую мест в списке.
В парламентских выборах 2010 года по списку Рабочей партии социальной справедливости участвовали в общей сложности 336 человек, из них 189 членов партии, 16 представителей Ассоциации за республику — Республиканская партия Чехословакии (чеш. Sdružení pro republiku - Republikánská strana Československa), два человека от партии «Национальное процветание» (чеш. Národní prosperita), по одному кандидату от Демократической партии Чехословакии (чеш. Demokratická strana Československa), партии «Мораване» (чеш. Moravané) и Рабочей партии, остальные были беспартийными. В результате за список проголосовали 59 888 избирателей (1,14 %). В том же году партия приняла участие в муниципальных выборах, получив 0,22 % голосов. В городе Острава за Рабочую партию социальной справедливости отдали свои голоса 35 564 человек (0,82 %). Удачнее всего партия выступила в северочешском городе Крупка, сумев завоевать там два места в муниципальном совете.
На выборах в краевые советы 2012 года Рабочая партия социальной справедливости выдвинули в четырёх краях свои списки, ещё в девяти краях участвовала в коалициях. В общей сложности за кандидатов партии, считая голоса отданные за коалиции, проголосовал 50 751 избиратель (1,91 %).
В обзоре экстремизма за 4 квартал 2017 года МВД отмечало снижение влиятельности партии (проигрыш выборов).

## Программа партии
Программа партии содержит следующие цели:
- Выход из Евросоюза и НАТО
- Прекращение нелегальной иммиграции
- Введение однопалатного парламента (ликвидация Сената)
- Отмена государственных субсидий политическим партиям
- Введение прямых выборов президента и мэров
- Расширение автономии муниципалитетов в юридических и налоговых вопросах
- Создание провинциальных границ Моравии и Силезии
- Запрет однополых браков
- Восстановление смертной казни
- Абсолютный запрет на все наркотики
- Расследование приватизации

## Партийное руководство
- Президент — Томаш Вандас
- Исполнительный вице-президент — Иржи Штепанек
- Вице-президент — Вацлав Комарек